# Jorge Villazán
Jorge Villazán Guillén (Durazno, 5 de octubre de 1962) es un exfutbolista uruguayo que jugaba como delantero. Con la selección mayor participó en la Copa América 1983 donde Uruguay fue campeón. Es hermano del exfutbolista Rafael Villazán (n. 1956).
Participó de la Copa Mundial de Fútbol Juvenil de 1981 jugada en Australia en donde disputó dos partidos y convirtió un gol en el partido contra la selección de Catar que le dio la victoria por 1 a 0 a su equipo.

## Clubes
| Club                             | País      | Año       |
| -------------------------------- | --------- | --------- |
| Nacional                         | Uruguay   | 1977-1984 |
| River Plate                      | Argentina | 1985-1986 |
| Gimnasia y Esgrima La Plata      | Argentina | 1987      |
| River Plate                      | Argentina | 1987-1989 |
| Club Atlético Platense           | Argentina | 1989-1990 |
| Montevideo Wanderers Fútbol Club | Uruguay   | 1990      |
| Club Atlético Progreso           | Uruguay   | 1991      |
| Alianza Lima                     | Perú      | 1992      |
| Deportivo Maldonado S.A.D.       | Uruguay   | 1993      |